# Morti oscure
Morti oscure (Two Deaths) è un film britannico del 1995 diretto da Nicolas Roeg.

## Trama
Una volta all'anno un gruppo di amici si ritrova per riallacciare i fili delle proprie vite. Ma quest'anno la cena è doppiamente speciale: mentre l'ospite, il dottor Daniel Pavenic (Michael Gambon) ha deciso di svelare un segreto inquietante, per le strade sono scoppiati dei tumulti che rendono ancora più irreale e tesa l'atmosfera della festa.